# Decision Day
Decision Day det tyska thrash metal-bandet Sodoms femtonde studioalbum, utgivet i augusti 2016 på Steamhammer och i Japan på Chaos Reigns.
Albumet var bandets andra och sista med trummisen Markus "Makka" Freiwald, samt det sista med mångårige gitarristen Bernd "Bernemann" Kost.
En textvideo spelades in till "Caligula".

## Låtlista
1. "In Retribution" – 6:14
2. "Rolling Thunder" – 4:22
3. "Decision Day" – 4:03
4. "Caligula" – 4:01
5. "Who Is God?" – 4:35
6. "Strange Lost World" – 4:59
7. "Vaginal Born Evil" – 5:15
8. "Belligerence" – 4:00
9. "Blood Lions" – 3:17
10. "Sacred Warpath" – 5:34
11. "Refused to Die" – 4:27

Bonusspår på den japanska utgåvan
1. "Predatory Instinct" – 4:44

## Medverkande
Musiker
- Tom Angelripper – sång, basgitarr
- Bernd "Bernemann" Kost – gitarr
- Markus "Makka" Freiwald – trummor, slagverk

Produktion
- Cornelius Rambadt – producent, inspelningstekniker, mixning
- Dennis Koehne – mastering
- Tom Angelripper – låttexter
- Joe Petagno – omslagskonst
- Jens Reinhold – design, layout
- Sebastian Steinfort – foto